# Withering Illusions and Desolation
Withering Illusions and Desolation är det australiska DSBM-bandet Austeres debutalbum, utgivet i juli 2007. Albumet utgavs ursprungligen på kassett i 333 handnumrerade exemplar.

## Låtlista
| 1. | Unending Night                     | 8:45  |
| 2. | ...Memories                        | 9:40  |
| 3. | The Dawn Remains Silent            | 8:42  |
| 4. | Withering Illusions and Desolation | 10:53 |

| 5. | Coma (instrumental) | 18:28 |

## Medverkande
- Desolate – sång, gitarr, basgitarr, keyboard
- Sorrow – sång, trummor

Gästmusiker
- Balam – sång (spår 3)